# Glomeruloesclerose segmentar e focal
Glomeruloesclerose segmentar e focal (GESF ou GSF) é uma doença renal caracterizada por cicatrização (esclerose) e endurecimento de um segmento de alguns glomérulos renais. Os glomérulos são responsáveis pela filtração do sangue para remover substâncias indesejadas pela urina. Caso não seja tratado pode evoluir a insuficiência renal.
É responsável por 25% das síndromes nefróticas, afeta crianças e adultos, doença geralmente genética, passada de pai para filho, não tendo predominância de cor de pele ou sexo(homem ou mulher).

## Causas
Pode ser um defeito renal congênito ou secundário a:
- Drogas como heroína, bifosfonatos, pamidronato ou esteroides anabolizantes;
- Nefropatia associada ao HIV;
- Obesidade;
- Refluxo nefropático;
- Anemia falciforme.

## Sinais e sintomas
Começa com perda de proteínas na urina sem sintomas (proteinúria assintomática). Conforme a proteína em sangue reduz, aparecem os sinais de uma síndrome nefrótica clássica:
- Inchaço (edema) nas pernas e rosto;
- Aumento de peso por retenção de líquido;
- Urina espumosa (por altos níveis de proteína na urina - proteinúria)
- Colesterol alto;
- Perda de apetite.

A proteinúria pode ser menor a 1g/dia até maior que 30g/dia sendo o normal até 150 mg/dia. Em 30 a 50% dos enfermos existe hipertensão arterial e metade dos pacientes possuem hematúria microscópica. O sistema complemento está normal.

## Diagnóstico
No diagnóstico, 30% dos casos já apresentam deficit de função renal. Na microscopia óptica observa-se esclerose segmentar de alguns glomérulos ou mesmo glomérulos totalmente esclerosados. A imunofluorescência mostra depósitos de IgM e C3.

## Tratamento
O tratamento pode ser feito com:
- Anti-inflamatórios esteroide como prednisona ou prednisolona e outros imunossupressores;
- Plasmaferese;
- Inibidor da enzima de conversão da angiotensina e diuréticos;
- Reduzindo o consumo de sal e líquidos.

Uma dieta com baixo teor de gordura e de proteína, com suplementos de vitamina D e E podem prevenir uma insuficiência renal. O principal objetivo do tratamento é retardar a perda da função renal. Infelizmente, em 5 a 20 anos a maioria dos pacientes desenvolve insuficiência renal crônica e precisa de diálise e transplante renal.